# Pieni-Simuna
Pieni-Simuna är en ö i Finland. Den ligger i sjön Pihlajavesi och i kommunen Nyslott i  landskapet Södra Savolax, i den sydöstra delen av landet, 280 km nordost om huvudstaden Helsingfors. Öns area är 56,8 hektar och dess största längd är 1,5 kilometer i nord-sydlig riktning.